# Лугавский сельсовет
Лугавский сельсовет — сельское поселение в Минусинском районе Красноярского края.
Административный центр — село Лугавское.

## Население
| 2010 | 2012  | 2013  | 2014  | 2015  | 2016  | 2017  |
| ---- | ----- | ----- | ----- | ----- | ----- | ----- |
| 2119 | ↗2137 | ↘2136 | ↗2165 | ↗2174 | ↘2137 | ↘2094 |

## Состав сельского поселения
В состав сельского поселения входят 5 населённых пунктов:
| № | Населённый пункт | Тип населённого пункта       | Население |
| - | ---------------- | ---------------------------- | --------- |
| 1 | Кривинское       | село                         | 5         |
| 2 | Кутужеково       | посёлок                      | 220       |
| 3 | Лугавское        | село, административный центр | 1490      |
| 4 | Озеро Тагарское  | посёлок                      | 357       |
| 5 | Тагарский        | посёлок                      | 47        |

## Местное самоуправление
Лугавский сельский Совет депутатов
Дата избрания: 14.03.2010. Срок полномочий: 5 лет. Количество депутатов: 10
Глава муниципального образования
- Мельникова Галина Сергеевна. Дата избрания: 14.03.2010. Срок полномочий: 5 лет